# Такамацу, Масахиро
Масахиро Такамацу (яп. 高松 正裕, 27 февраля 1982, Камифукуока) — японский дзюдоист лёгкой и полусредней весовых категорий, выступал за сборную Японии на всём протяжении 2000-х годов. Участник летних Олимпийских игр в Афинах, обладатель двух серебряных медалей Азиатских игр, серебряный и бронзовый призёр чемпионатов Азии, серебряный призёр летней Универсиады в Тэгу, победитель многих турниров национального и международного значения.

## Биография
Масахиро Такамацу родился 27 февраля 1982 года в городе Камифукуока префектуры Сайтама. Активно заниматься дзюдо начал в возрасте восьми лет, позже проходил подготовку в студенческой команде во время обучения в Университете Цукубы, состоял в дзюдоистской команде при компании Asahi Kasei.
Впервые заявил о себе в сезоне 1999 года, одержав победу в лёгком весе на Кубке Кодокан в Токио. Год спустя стал вторым на чемпионате Японии в Фукуоке, выиграл юниорский чемпионат мира в Набуле и дебютировал на этапе Кубка мира в Париже, где занял в итоге пятое место. Будучи студентом, отправился представлять страну на Универсиаде в Тэгу и получил там серебро — в решающем поединке уступил корейцу Ли Вон Хи, действующему чемпиону Азии, будущему олимпийскому чемпиону.
Первого серьёзного успеха на взрослом международном уровне добился в 2004 году, когда попал в основной состав японской национальной сборной и побывал на чемпионате Азии в Алма-Ате, откуда привёз награду бронзового достоинства, выигранную в лёгкой весовой категории. Благодаря череде удачных выступлений удостоился права защищать честь страны на летних Олимпийских играх 2004 года в Афинах, однако выступил здесь плохо, уже в стартовом поединке проиграл грузину Давиду Кевхишвили и лишился всяких шансов на попадание в число призёров.
После афинской Олимпиады Такамацу остался в основном составе дзюдоистской команды Японии и продолжил принимать участие в крупнейших международных турнирах. Так, в 2005 году он выступил на чемпионате мира в Каире, хотя успеха вновь не добился, выбыл из борьбы за медали уже на стадии 1/32 финала. В следующем сезоне получил серебряную медаль на Азиатских играх в Дохе, взяв верх над всеми своими соперниками кроме корейца Ли Вон Хи.
В 2009 году Масахиро Такамацу поднялся в полусреднюю весовую категорию и завоевал серебряную награду на азиатском первенстве в Тайбэе, единственное поражение потерпел в финале от титулованного корейского дзюдоиста Ким Джэ Бома. Ещё через год вновь проиграл Ким Джэ Бому в полуфинале домашнего чемпионата мира в Токио и вынужден был довольствоваться здесь бронзовой наградой. Кроме того, получил серебро на Азиатских играх в Гуанчжоу — в финальном поединке вновь встретился с Ким Джэ Бомом и снова проиграл ему. Последний раз показал сколько-нибудь значимый результат на международной арене в сезоне 2012 года, заняв седьмое место на этапе Кубка мира в австрийском Оберварте. Пытался пройти отбор на Олимпийские игры в Лондоне, но не смог этого сделать, уступив в конкурентной борьбе молодому Такахиро Накаи, который в итоге стал на Играх пятым.
Начиная с 2010 года Такамацу преподаёт дзюдо в старшей школе Тоин-гакуэн, где сам когда-то учился.